# أوعى المحفظة (فلم)
أوعي المحفظة هو فيلم مصري تم إنتاجه عام 1949، تأليف محمود إسماعيل وحسن أمير وإخراج محمود إسماعيل و بطولة محمود إسماعيل وتحية كاريوكا.

## قصة الفيلم
سفرت (محمود شكوكو) ابن المعلم طاهر علام شخص جاهل لم يتعلم ولا يعرف القراءة والكتابة، لذلك وقع في براثن عبده الإو (محمود إسماعيل)، النصاب الخارج من السجن حديثًا، فجعله يبيع دكانه للمعلم حميدو (محمود لطفي) ويقبض 500 جنيه وسار معه لكي يعلمه كيف تسير الأمور ويكسب الملايين من جراء ذلك، واشتروا ملابس جديدة لزوم المظهر ب150 جنيه، ونزلوا في فندق إيزيس بعد ان انتحل الإو اسم صادق المواردى وهناك تعرفوا على نزلاء الفندق شريفة هانم (تحيه كاريوكا)، وهي في حقيقتها النصابة كيكى شناكل، والأمير الهندي (محسن سرحان) وهو في حقيقته النصاب إبراهيم الديب، وتابعه مارو (عبد العزيز سعيد)، وسهام هانم (لولا صدقي) من الأثرياء والتي تعاني من الفراغ وتقضى وقتها في لعب القمار وشرب الخمر ويرافقها زوج خالتها العجوز فؤاد بيه (حسن كامل) السكير. ورحب بهم عاصم (صلاح نظمي) مدير اللوكاندة والمخبر السرى ناصح (حسن فايق) الذي سرقوا ساعته. تعرف الإو على كيكى شناكل زميلته السابقة في النصب واتفقوا على اقتسام إيراد السرقة والنصب. لم يوافق سفرت على السرقات واعترض عليها. بينما إتفق الإو مع كيكى على سرقة الألماظة الكبيرة التي يمتلكها الأمير الهندي، وكان يقوم بمراقبة الجميع دون أن يشعروا ضابط المباحث محمود (شكري سرحان). أخذ الإو 50 جنيه من سفرت ليلعب قمار بجوار سهام هانم للإيقاع بها، وبدأ الإو في الغش بأوراق اللعب، وكسب 800 جنيه أعطى منهم 200 جنيه إلى كيكى نصيبها. تعرف سفرت على سهام هانم وأحبها، وشعرت هي بعطف نحوه حيث أنه هو وأمثاله من الغير متعلمين يقعون بسهوله في براثن النصابين لقلة خبرتهم وجهلهم ويسهل قيادتهم، فقررت أن تفتتح على قطعة أرض فضاء تمتلكها بالهرم مدرسة ومستشفى وملجأ للأيتام، وتقوم بالإشراف عليهم. بينما نجح الإو في سرقة حافظة نقودها وخاتمها حينما كانت هي وفؤاد بيه داخل حجرتيهما. وتمكنت كيكى من سرقة الألماظة الكبيرة من الأمير الهندي، وأعطتها لسفرت مقابل ماتبقى معه من مال، وهو 300 جنيه ومثلهم من الإو. وبينما كانوا يتناقشون من يحمل الألماظة، دخل عليهم الأمير الهندي وأخذ من أيديهم الألماظة خاصته. استيقظ ضمير سفرت وأخذ المسروقات عنوة من الإو لإعادتها إلى سهام وزوج خالتها فؤاد وبحثوا عن كيكي شناكل، والتقوا بها ومعها النصاب الآخر وهو الأمير الهندي، وفجأة داهمهم البوليس وضابط المباحث محمود الذي أخذ منهم المسروقات، وسأل الأمير الهندي عن ثمن الألماظة، فقال له 50 قرش، فهى مزيفة هي الآخرى وقبض على الحميع بما فيهم سفرت.

## فريق العمل
إخراج: محمود إسماعيل
تأليف:
- حسن أمير
- محمود إسماعيل

إنتاج: حسن عامر
بطولة:
- محمود إسماعيل
- تحية كاريوكا
- محمود شكوكو
- لولا صدقي
- حسن فايق
- محسن سرحان
- شكري سرحان
- حسن كامل
- صلاح نظمي
- عبد العزيز سعيد
- سعاد مكاوي

## روابط خارجية
- مقالات تستعمل روابط فنية بلا صلة مع ويكي بيانات